# شهرستان لویس (تنسی)
شهرستان لویس، تنسی (به انگلیسی: Lewis County, Tennessee) یک سکونتگاه مسکونی در ایالات متحده آمریکا است که در تنسی واقع شده‌است.

## خصوصیات
شهرستان لویس ۷۳۰٫۳۸ کیلومترمربع مساحت دارد.